# Weißdorneule

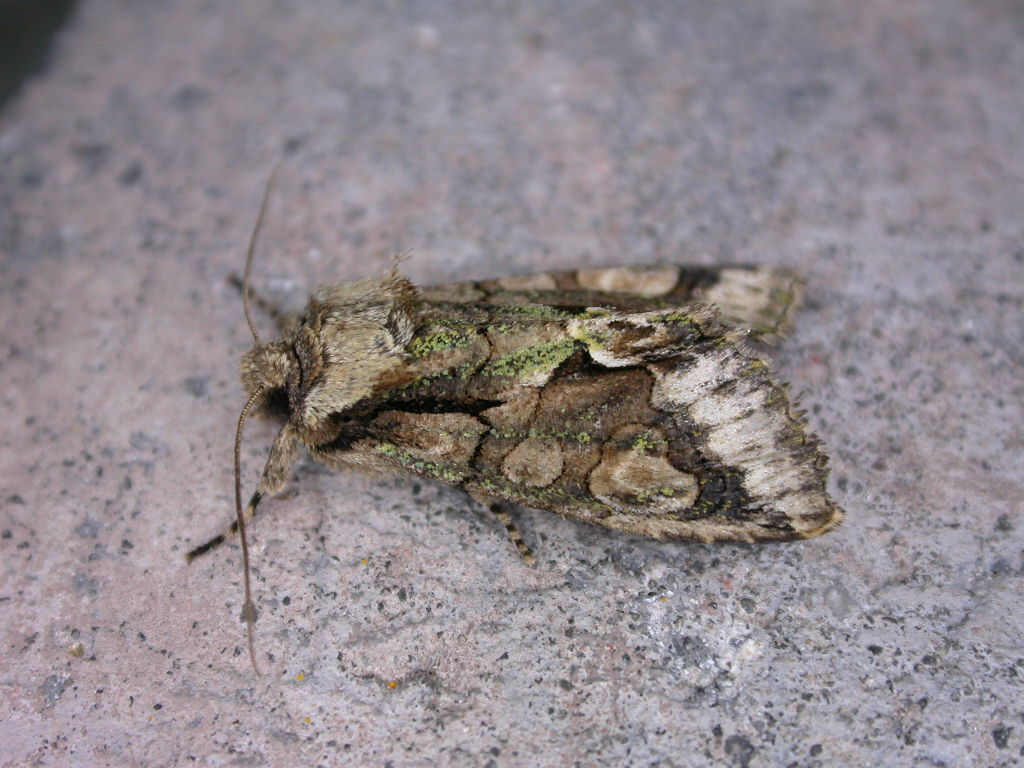
Weißdorneule

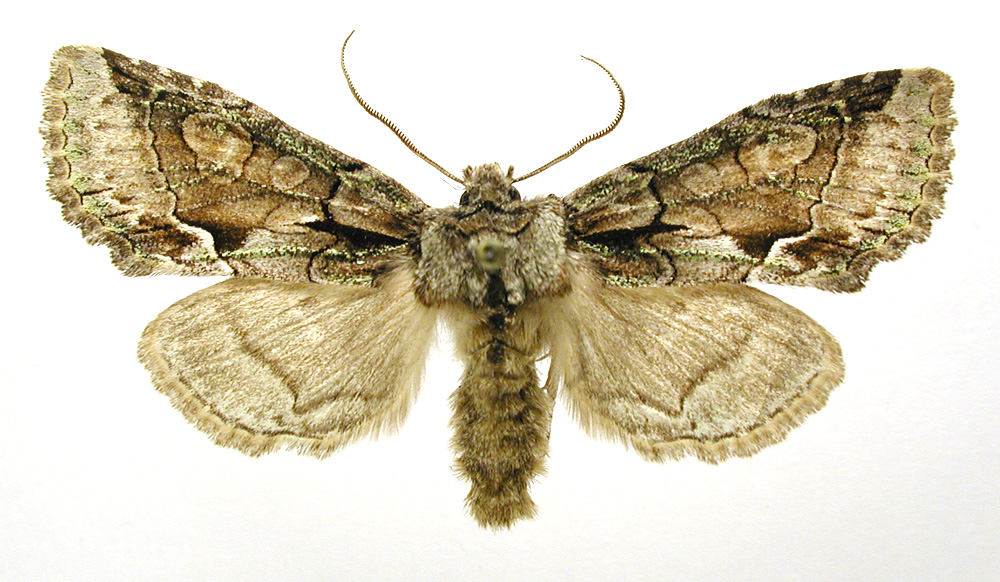
Gespannter Falter

Die Weißdorneule (Allophyes oxyacanthae) ist ein Schmetterling aus der Familie der Eulenfalter (Noctuidae), welcher in fast ganz Europa verbreitet ist.

## Merkmale

### Falter
Die Falter haben eine Flügelspannweite von 32 bis 50 Millimetern. Die breiten Vorderflügel sind meist dunkelbraun mit grauen Schlieren und ockerbraunen Fleckchen. Am hinteren und äußeren Rand der Vorderflügel befinden sich metallisch grüne Schuppen, besonders entlang der Adern. Die Costa (Vorderrand) ist konvex, der Apex spitz und der Außenrand leicht gewellt. Ring- und Nierenmakel sind groß und wie das Saumfeld im Verhältnis zur Grundfarbe heller. Die Hinterflügel sind an der Basis graubraun und auf den Adern dunkler. Die hellen Flügelunterseiten sind stark graubraun bestäubt. Der Kopf ist dunkelbraun mit wenigen langen ockerfarbenen Schuppen versehen. Die dunklen, rotbraunen Fühler sind dorsal grau. Bei den Männchen besitzen sie kleine schmale halbkreisförmige Äste, die der Weibchen sind sehr kurz gezahnt und haben ein großes weißliches Fühlerbüschel.

### Ei, Raupe, Puppe
Das tonnenförmige Ei mit nicht sehr vielen Längsrippen ist cremefarben mit rötlichen Flecken. Es bekommt vor dem Schlüpfen der Raupe weiße Flecke.
Die Raupe ist heller oder dunkler weißlich blaugrün oder bräunlich grau, mit vielen dunklen hakenförmigen Strichen, deren Stärke und Anzahl stark variiert. Auf dem 4. Ring ist meist beidseits ein dunkler Schrägstrich, welcher sich bis auf den etwas erhöhten Rücken hinzieht. Auf dem Rücken jedes Ringes befinden sich vier helle Warzen auf einem dunklen Fleck. Die Luftlöcher sind fein, weiß, schwarz gesäumt. Der Bauch ist hellgrau, mit einem breiten, an jedem Ring fleckenartig erweiterten blaurötlichen Streifen. Auf dem etwas erhöhten 11. Ring sind zwei Paar Spitzen, deren hinteres Paar stärker ist. Auf dem 12. Ring sind keine Spitzwarzen. Der flache Kopf ist wenig eingeschnitten und blass braun. Die Raupe wird 50 bis 60 Millimeter lang.
Die dicke honiggelbe Puppe hat einen dunklen Rückenstreifen. Der kurze Kremaster hat zwei Häkchen.

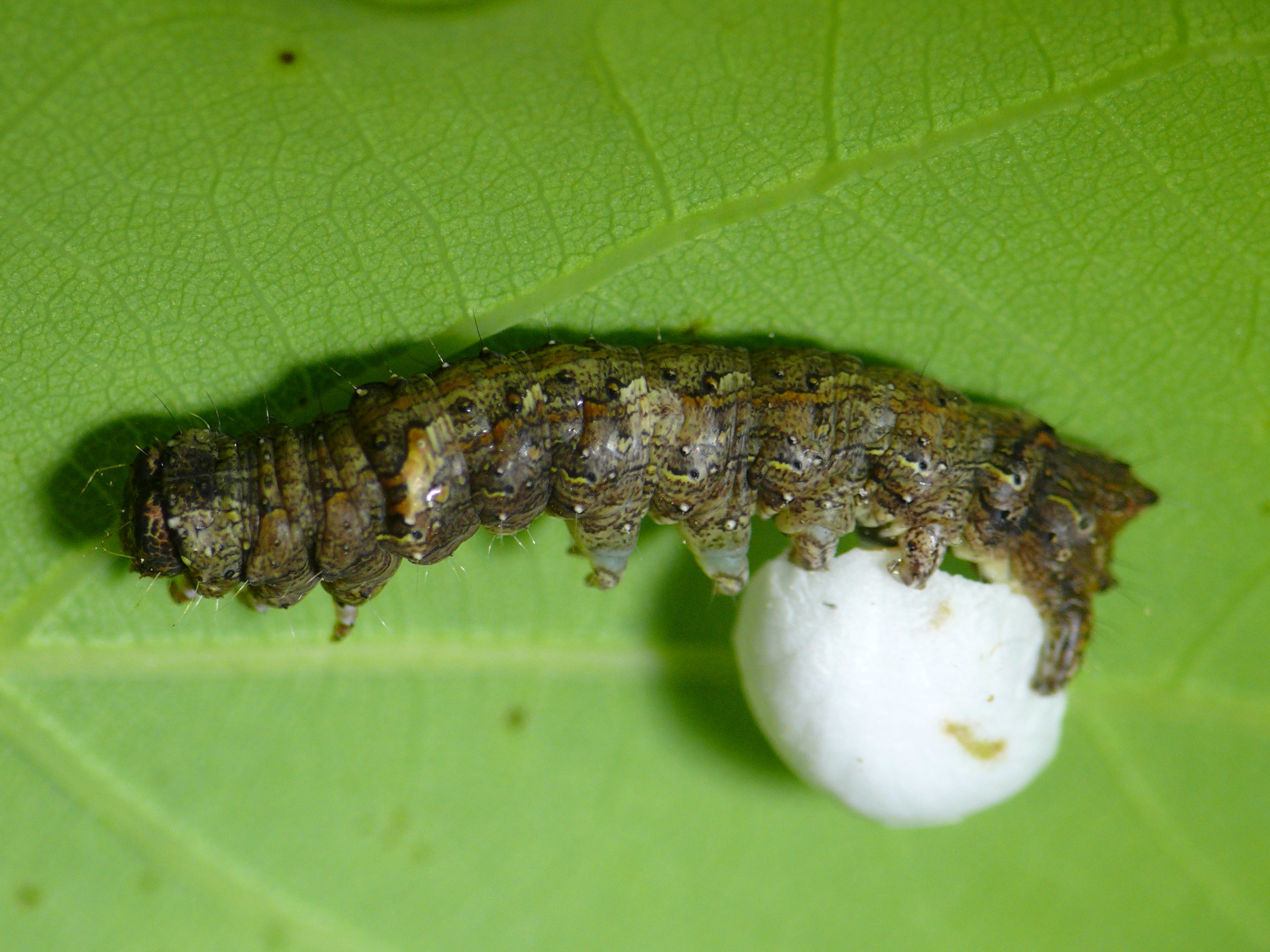
Junge Raupe der Weißdorneule
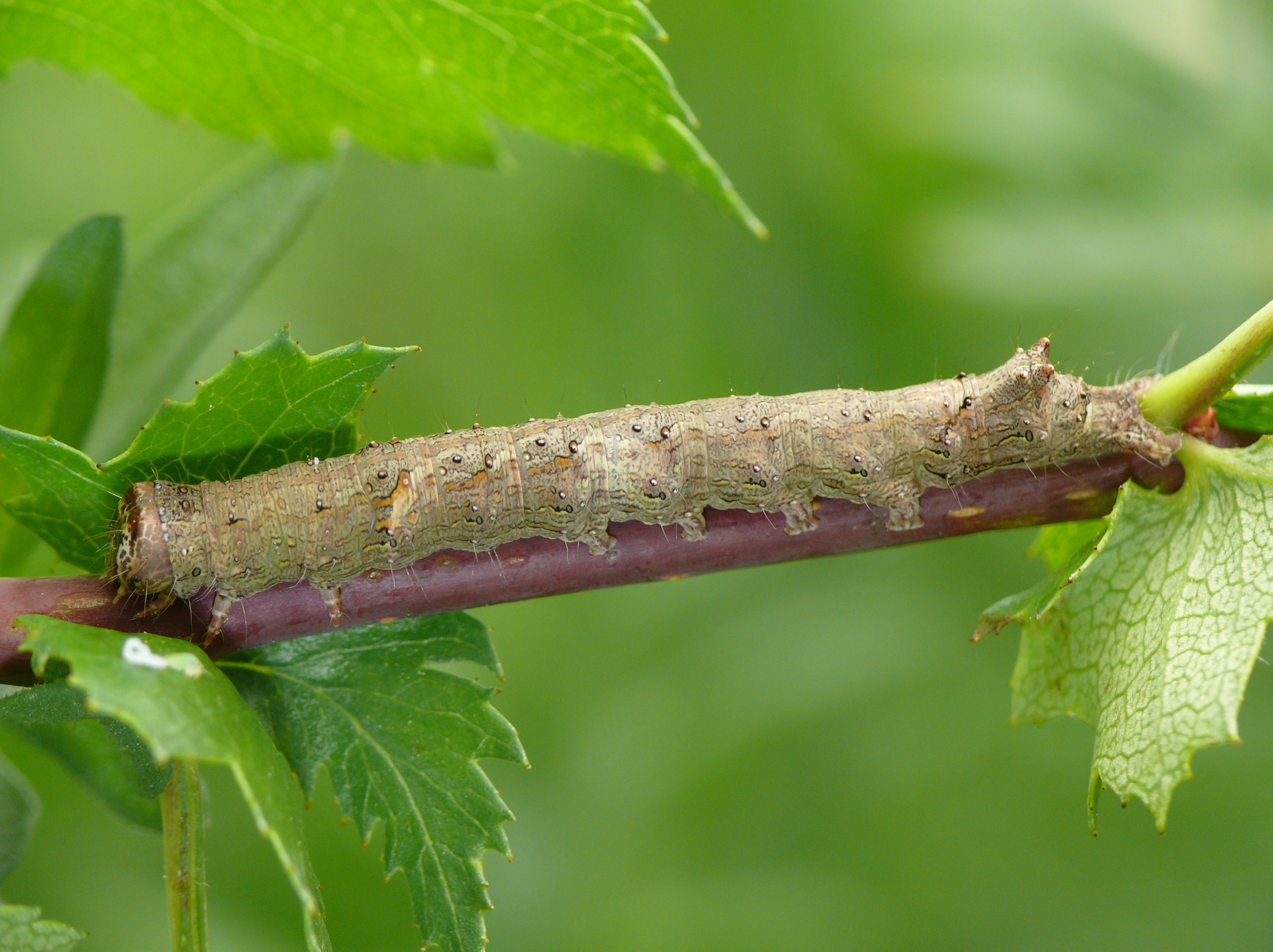
Erwachsene Raupe der Weißdorneule
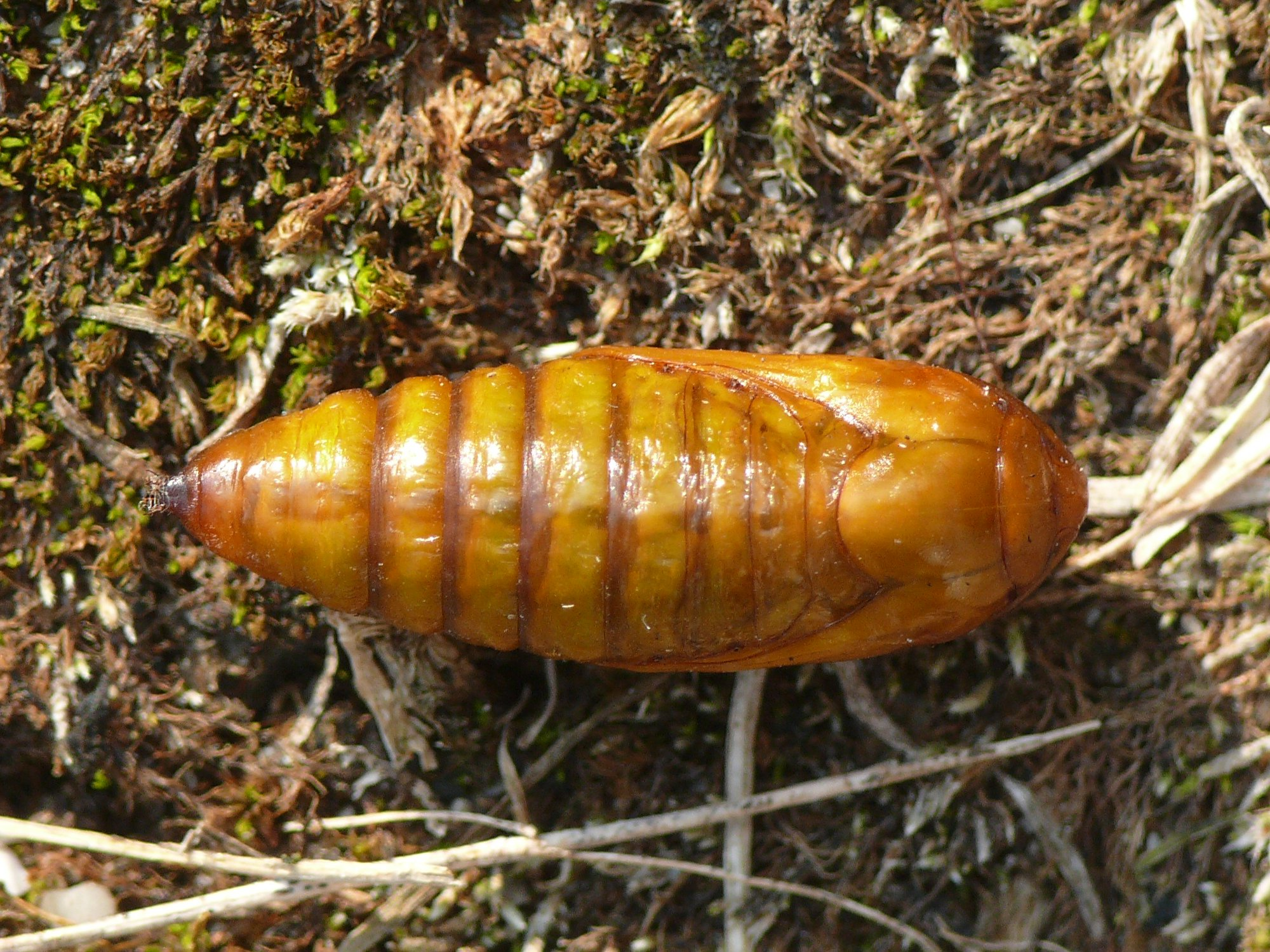
Puppe der Weißdorneule

### Ähnliche Arten
- Allophyes corsica (Spuler, 1908) Süditalien, nördliche Pyrenäen, Korsika, Sardinien, Sizilien
- Allophyes alfaroi Agenjo, 1951, Iberische Halbinsel und Pyrenäen
- Allophyes cretica Pinker & Reisser, 1978, Kreta

## Lebensweise
Die Raupen sind von Ende April bis Ende Juni hauptsächlich an Weißdorn (Crataegus), Sauerkirsche (Prunus cerasus) und Apfelbäumen (Malus), selten an Zwergmispeln (Cotoneaster) und Birnen (Pyrus) zu finden. Die Raupen ruhen tagsüber an Zweigen, dort sind sie wegen ihrer flachen Körperform hervorragend getarnt. Abends fressen die jüngeren Stadien die noch frischen Knospen; die adulten Raupen fressen Blätter. Die Falter fliegen, je nach Region, in einer Generation (univoltin) von Mitte August bis Ende Oktober, teilweise bis Ende November. Sie werden in größerer Anzahl von Lichtquellen und Ködern angelockt. Die Art überwintert als Ei und verpuppt sich in einem stabilen Kokon im Mai und Juni des folgenden Jahres in der Erde.

## Geographische Verbreitung und Lebensraum

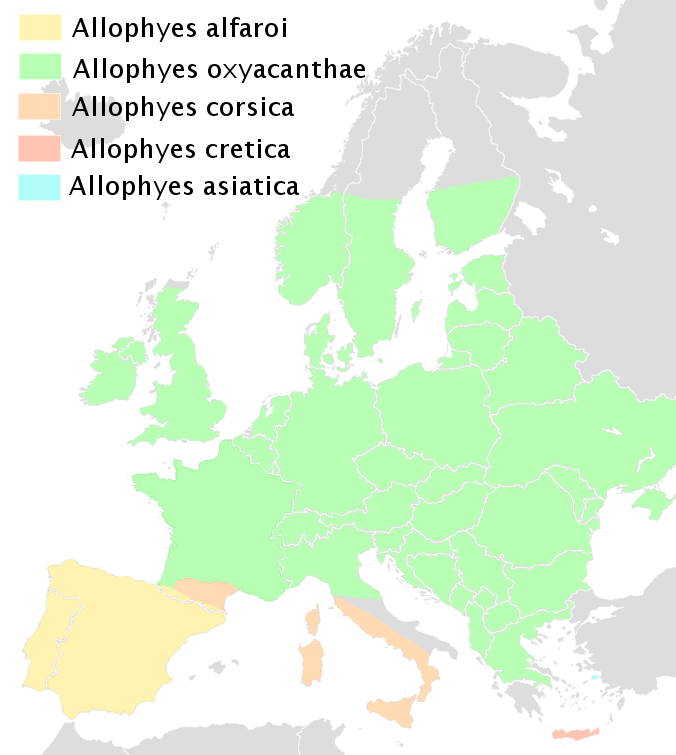
Verbreitung der Arten der Gattung Allophyes in Europa, Weißdorneule grün.

Die Weißdorneule ist die Art mit der größten Verbreitung innerhalb ihrer Gattung und kommt in fast ganz Europa außer auf der Iberischen Halbinsel und den Pyrenäen vor. Sie fehlt südlich der Apenninen und auf den großen Mittelmeerinseln. Nördlich ist sie in Irland, in Schottland fast bis an die Nordküste, und ins mittlere Fennoskandien verbreitet, östlich bis zur Ukraine und Südrussland. Berichte zu Vorkommen außerhalb Europas beziehen sich wahrscheinlich auf eine andere Art. In den Alpen ist sie bis auf 1600 Meter Höhe anzutreffen.
Die Art lebt in verschieden, mehr oder weniger stark bewaldeten oder mit Bäumen und Sträuchern bewachsenen Lebensräumen, ist aber hauptsächlich an Waldrändern und Lichtungen zu finden.

## Systematik
Die Systematik der Weißdorneule ist nicht endgültig geklärt. In der Gattung gibt es mehrere Artkomplexe. A. oxyacanthae bildet zusammen mit A. protai und deren Unterart A. protai parenzani einen Artkomplex. Je nach Autor wird A. protai als Art (L. Ronkay, I. L. Yela &  M. Efrebla 2001) oder Unterart (Mazel 1991) von A. oxyacanthae angesehen. Mazel sieht auch A. alfaroi als Unterart von A. oxyacanthae an.

## Synonyme
- Miselia oxyacanthae L.
- Meganephria oxyacanthae L.